# Dasybasis viridis
Dasybasis viridis är en tvåvingeart som först beskrevs av Hudson 1892.  Dasybasis viridis ingår i släktet Dasybasis och familjen bromsar. Inga underarter finns listade i Catalogue of Life.